# Валло-ді-Нера
Валло-ді-Нера (італ. Vallo di Nera) — муніципалітет в Італії, у регіоні Умбрія,  провінція Перуджа.
Валло-ді-Нера розташоване на відстані близько 105 км на північ від Рима, 60 км на південний схід від Перуджі.
Населення — 370 осіб (2014).
Щорічний фестиваль відбувається 20 січня. Покровитель — San Sebastiano.

## Демографія
Населення за роками:

Станом на 1 січня 2023 року в муніципалітеті офіційно проживало 40 іноземців з 12 країн, серед них 11 громадян країн Євросоюзу та 4 громадяни України.

## Сусідні муніципалітети
- Кампелло-суль-Клітунно
- Черрето-ді-Сполето
- Поджодомо
- Сант'Анатолія-ді-Нарко
- Сполето